# お茶の水女子大学附属幼稚園
お茶の水女子大学附属幼稚園（おちゃのみずじょしだいがくふぞくようちえん、英: The Kindergarten Attached to Ochanomizu University）は、東京都文京区大塚に所在する国立幼稚園。
設置者は国立大学法人お茶の水女子大学。日本で最初に設立された幼稚園である。

## 沿革
- 1876年（明治9年）
  - 11月16日 - 東京女子師範学校附属幼稚園が開園[2]。
    - 場所 - 通称お茶の水、現：文京区湯島三丁目
    - 初代園長 - 関信三
    - 教育 - フレーベル教育
- 1884年（明治17年）9月 - 大暴風雨により園舎が破壊。食堂にて保育を続ける[2]。
- 1885年（明治18年）8月26日 - 東京師範学校女子部附属幼稚園と改称。
- 1886年（明治19年）
  - 3月 - 園舎が新築され、移転。
  - 4月29日 - 高等師範学校女子部附属幼稚園と改称。
- 1890年（明治23年）3月24日 - 女子高等師範学校附属幼稚園と改称。
- 1892年（明治25年）9月16日 - 本園と分室（簡易幼稚園）を設置[2]。
- 1908年（明治41年）4月1日 - 東京女子高等師範学校附属幼稚園と改称。
- 1912年（明治45年）1月23日 - 本園を第1部、分室を第2部とする[2]。
- 1923年（大正12年）
  - 9月1日 - 関東大震災で発生した火災により園舎が焼失[2]。
  - 10月20日 - 帝国女子専門学校に仮保育所で保育を開始。
- 1924年（大正13年）3月21日 - お茶の水に仮園舎を新築し、移転。
- 1932年（昭和7年）12月 - 現在地に移転[2]。
- 1945年（昭和20年）
  - 3月 - 太平洋戦争激化により、閉園[2]。
  - 11月 - 保育を再開する[2]。
- 1946年（昭和21年）4月 - 第1部（本園）、第2部（分室）の編成を廃止[2]。
- 1949年（昭和24年）4月 - 3年保育を再開[2]。
- 1952年（昭和27年）3月 - お茶の水女子大学文教育学部附属幼稚園と改称[2]。
- 1980年（昭和55年）4月 - 附属学校部が組織され、お茶の水女子大学附属幼稚園（現園名）と改称[2]。
- 2004年（平成16年）4月 - 国立大学法人化[2]。
- 2006年（平成18年）11月25日 - 創立130周年記念式典を挙行[3]。
- 2008年（平成20年）3月7日 - 園舎が登録有形文化財に登録[4]。

## 著名な出身者
- 永井荷風（小説家、1884年（明治17年）からほぼ1年間通園）
- 緒方四十郎（日本銀行元理事、日本開発銀行元副総裁）
- 藤井裕久（元大蔵大臣）
- 江戸京子（ピアニスト）
- 戸田奈津子 （映画字幕翻訳、通訳）
- 奥田誠治（映画プロデューサー）
- 脊山麻理子（日本テレビ元アナウンサー）
- 悠仁親王（秋篠宮家第一王男子、明仁上皇の皇孫）

## その他
かつては幼稚園から高校まで内部進学で上がり、その上でさらにお茶の水女子大学を卒業した者を｢お茶漬け｣と呼んでいた。